# NGC 3878
NGC 3878 ist eine cD-Galaxie vom Hubble-Typ E0 im Sternbild Großer Bär am Nordsternhimmel. Sie ist schätzungsweise 444 Millionen Lichtjahre von der Milchstraße entfernt und hat einen Durchmesser von etwa 65.000 Lichtjahren. 

Im selben Himmelsareal befinden sich u. a. die Galaxien NGC 3871, NGC 3880, NGC 3881, IC 2959.
Das Objekt wurde am 29. April 1827 von John Herschel  entdeckt.